# Microregione di Bodoquena
Bodoquena è una microregione dello Stato del Mato Grosso do Sul in Brasile, appartenente alla mesoregione di Sudoeste de Mato Grosso do Sul.
È una suddivisione creata puramente per fini statistici, pertanto non è un'entità politica o amministrativa.

## Comuni
Comprende 7 comuni:
- Bela Vista;
- Bodoquena;
- Bonito;
- Caracol;
- Guia Lopes da Laguna;
- Jardim;
- Nioaque